# Gebiedsontsluitingsweg
Een gebiedsontsluitingsweg (GOW) is in de Nederlandse wegcategorisering een weg met gelijkvloerse kruisingen die is bedoeld om landelijk of stedelijk gebied te ontsluiten. De wegvakken hebben hierbij een doorstroomfunctie, terwijl de gelijkvloerse kruispunten uitwisseling van verkeer mogelijk maken met wegen van lagere orde. De term gebiedsontsluitingsweg is geïntroduceerd in het kader van de Duurzaam Veilig visie, die een verdere structurele verbetering van de verkeersveiligheid beoogt, onder andere door wegen eenduidig te classificeren en in te richten als stroomweg, gebiedsontsluitingsweg of erftoegangsweg. 
GOW30 is een gebiedsontsluitingsweg waar 30km/u de limiet is.

## Kenmerken van duurzaam veilig ingerichte gebiedsontsluitingswegen
Gebiedsontsluitingswegen zorgen ervoor dat woonwijken, bedrijventerreinen, winkelcentra etc. bereikbaar blijven. Het is volgens de Duurzaam Veilig filosofie echter ongewenst om uitritten van erven op gebiedsontsluitingswegen te laten uitkomen. 
De maximumsnelheid op een GOW buiten de bebouwde kom is 80 km/h, binnen de bebouwde kom is dat 50 of 70 km/h. Het homogeniteitsprincipe leidt ertoe dat langzaam en snelverkeer van elkaar moeten worden gescheiden. Binnen de bebouwde kom kan dit door fietsstroken of vrijliggende fietspaden aan te leggen; buiten de bebouwde kom door parallelle fietspaden of erftoegangswegen. Hierbij moet worden bedacht dat ook medegebruik van een gebiedsontsluitingsweg door langzaam landbouwverkeer ongewenst is. Bromfietsen vormen hier een aparte groep, binnen de bebouwde kom delen ze de weg met de auto's, buiten de bebouwde kom met de fietsers. Inhalen op gebiedsontsluitingswegen is ongewenst, met name buiten de bebouwde kom, hetgeen betekent dat het beste een dubbele asmarkering kan worden toegepast, eventueel gecombineerd met een moeilijk overrijdbare rijbaanscheiding. 
De aanbevolen kruisingsvorm voor gebiedsontsluitingswegen onderling is een rotonde, of een kruispunt met verkeersregelinstallatie indien een hogere capaciteit vereist is. Kruispunten met andere wegen kunnen ook worden uitgevoerd als voorrangskruispunt of (binnen de bebouwde kom) als uitritconstructie.